# Vaisseau fantôme
Pour les articles homonymes, voir Le Vaisseau fantôme.

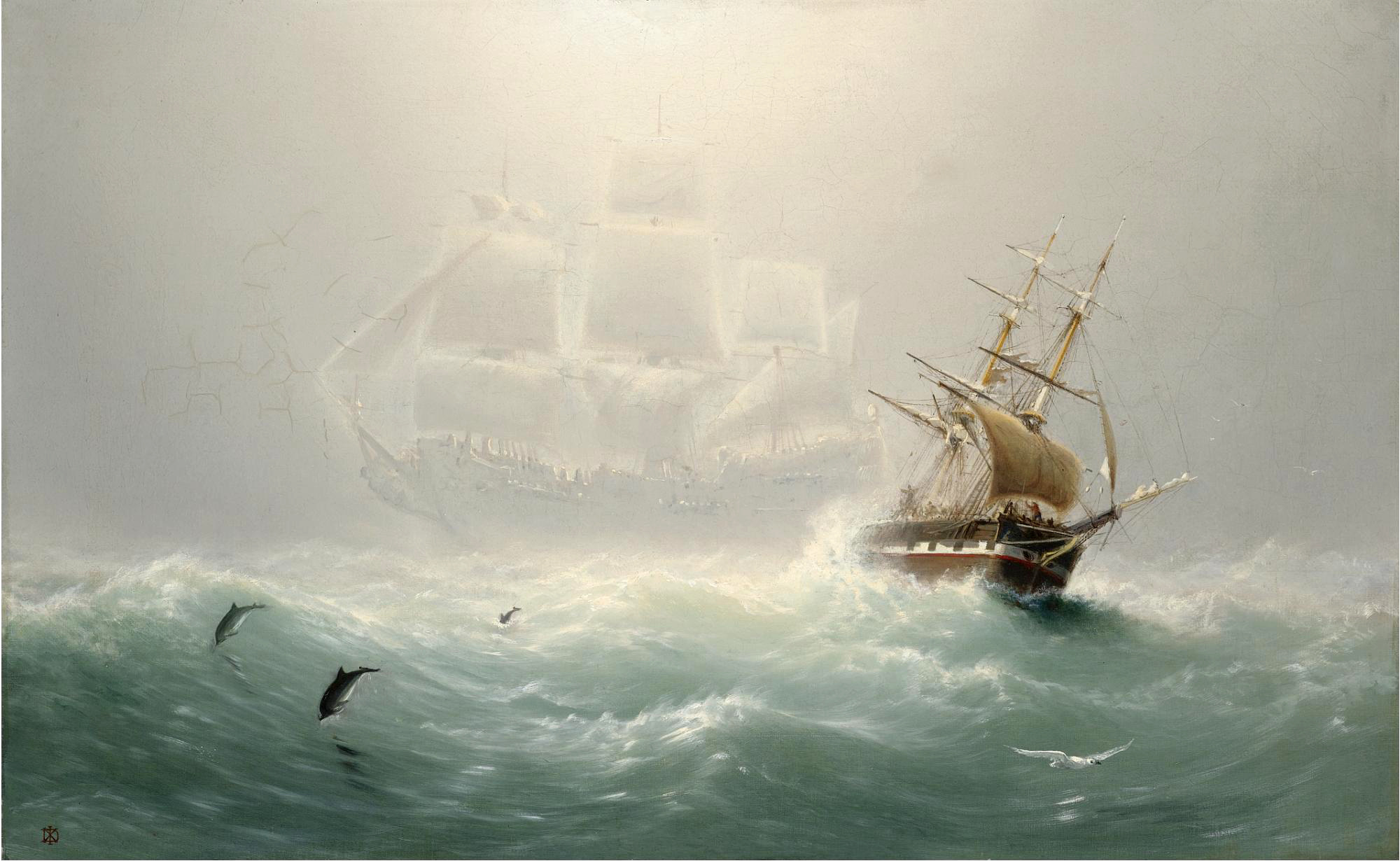
The Flying Dutchman, un célèbre vaisseau fantôme, par Charles Temple Dix (vers 1860).

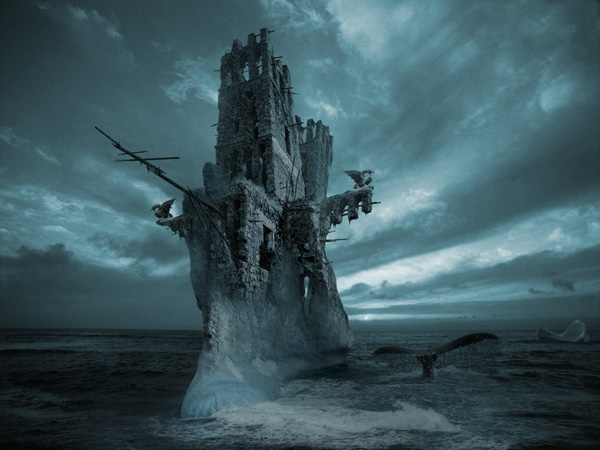
Flying Dutchman Phantom par George Grie (2006).

Un vaisseau fantôme est un navire maudit qui, selon une légende, est condamné à errer sur les océans, conduit par un équipage de squelettes et de fantômes, tel le légendaire Hollandais volant. Il peut aussi s'agir de l'apparition spectrale d'un navire disparu ou naufragé dans des circonstances particulièrement tragiques.
Par extension, en référence à ces légendes, on donne également le nom de vaisseaux fantômes aux épaves retrouvées en mer avec leur équipage mort ou disparu, parfois inexplicablement, dont le plus célèbre exemple est le brick Mary Celeste.

## Les bateaux des morts
L'association d'une barque ou d'un navire avec les trépassés est très ancienne. Il semble que la nécessité d'un passage en bateau pour rejoindre le royaume des morts soit un thème quasi universel dans l'antiquité. Dans l'Égypte antique, la barque Mésektet traversait la nuit le royaume souterrain des morts pour permettre à Rê, le dieu du disque solaire, de réapparaître à l'aube. De même, la barque du Passeur (Mekhenet) permettait aux défunts de franchir un cours d'eau pour gagner un lieu paradisiaque. Dans la mythologie grecque, Charon avait pour rôle de faire traverser le fleuve des enfers, Achéron ou Styx, aux défunts afin qu'ils rejoignent le séjour des morts. Une croyance répandue dans un grand nombre de pays voudrait qu'une âme désincarnée ne puisse franchir une étendue d'eau sans une barque ou un pont.
Selon l'historien byzantin du VIe siècle Procope de Césarée :

« Les pêcheurs et les autres habitants de la Gaule qui sont en face de l'île de Bretagne, sont chargés d'y passer les âmes, et pour cela exempts de tribut. Au milieu de la nuit, ils entendent frapper à leur porte; ils se lèvent et trouvent sur le rivage des barques étrangères où ils ne voient personne, et qui pourtant semblent si chargées et s'élèvent d'un pouce à peine au-dessus des eaux; une heure suffit pour ce trajet, quoique, avec leurs propres bateaux, ils puissent difficilement le faire en l'espace d'une nuit. »

— Procope de Césarée, La guerre des Goths.

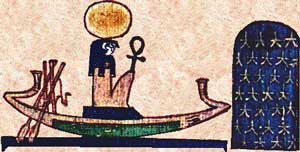
Rê dans sa barque.
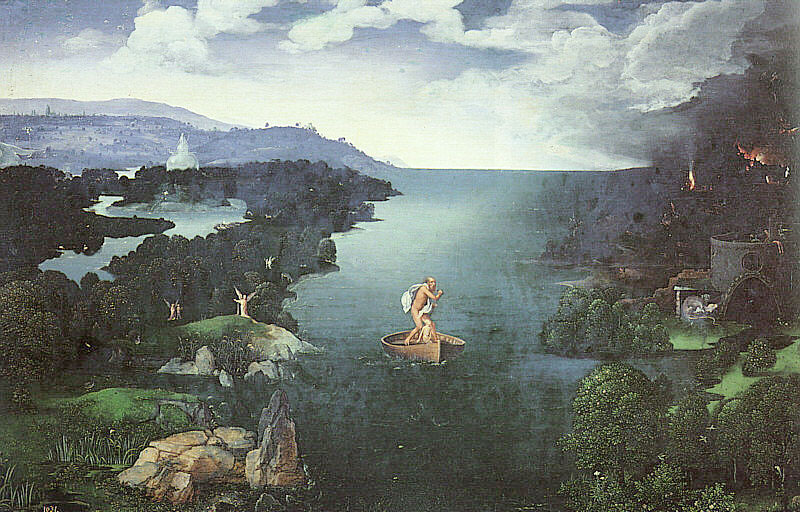
La barque de Charon par Joachim Patinier.
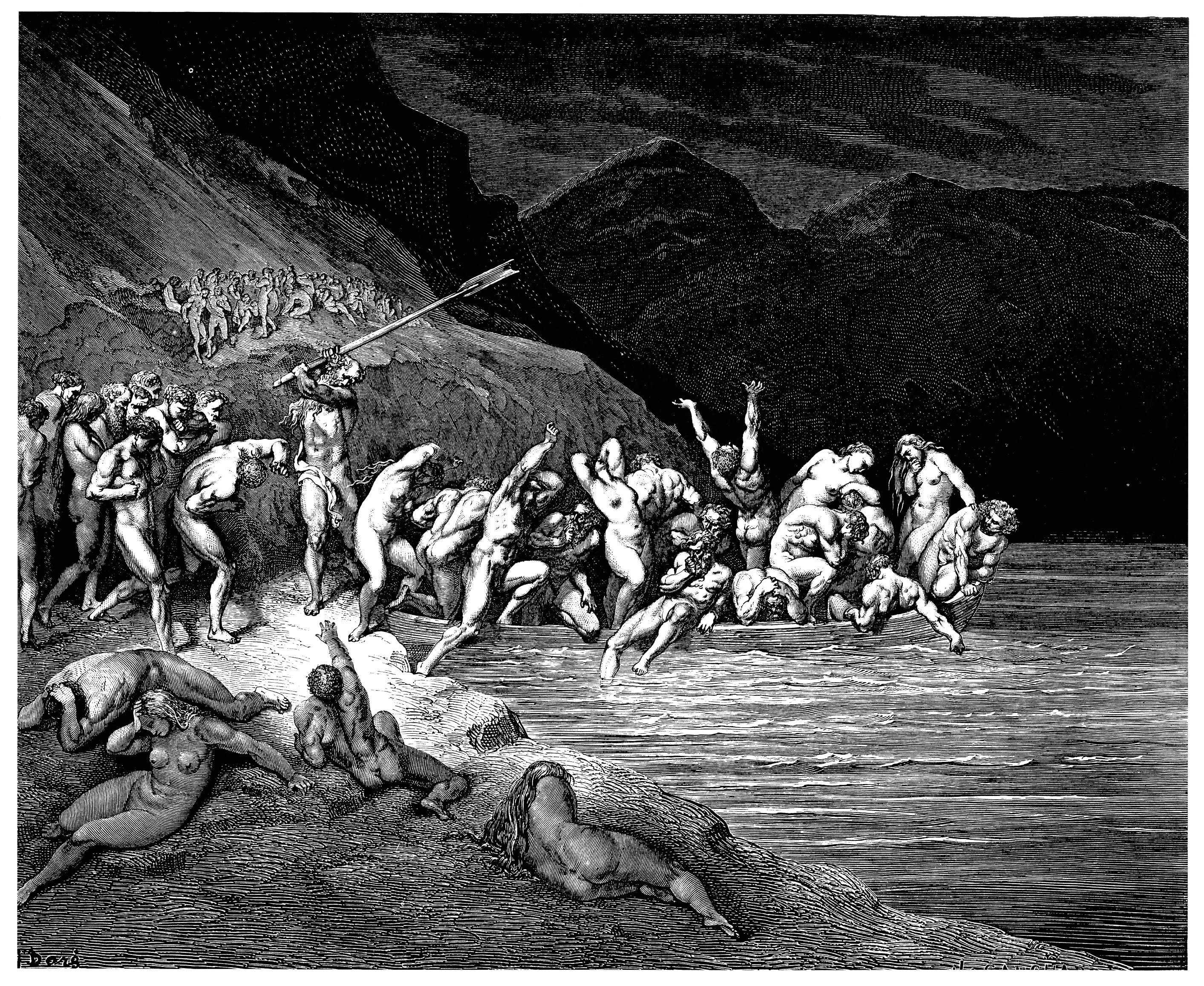
Illustration de Gustave Doré pour la Divine Comédie.
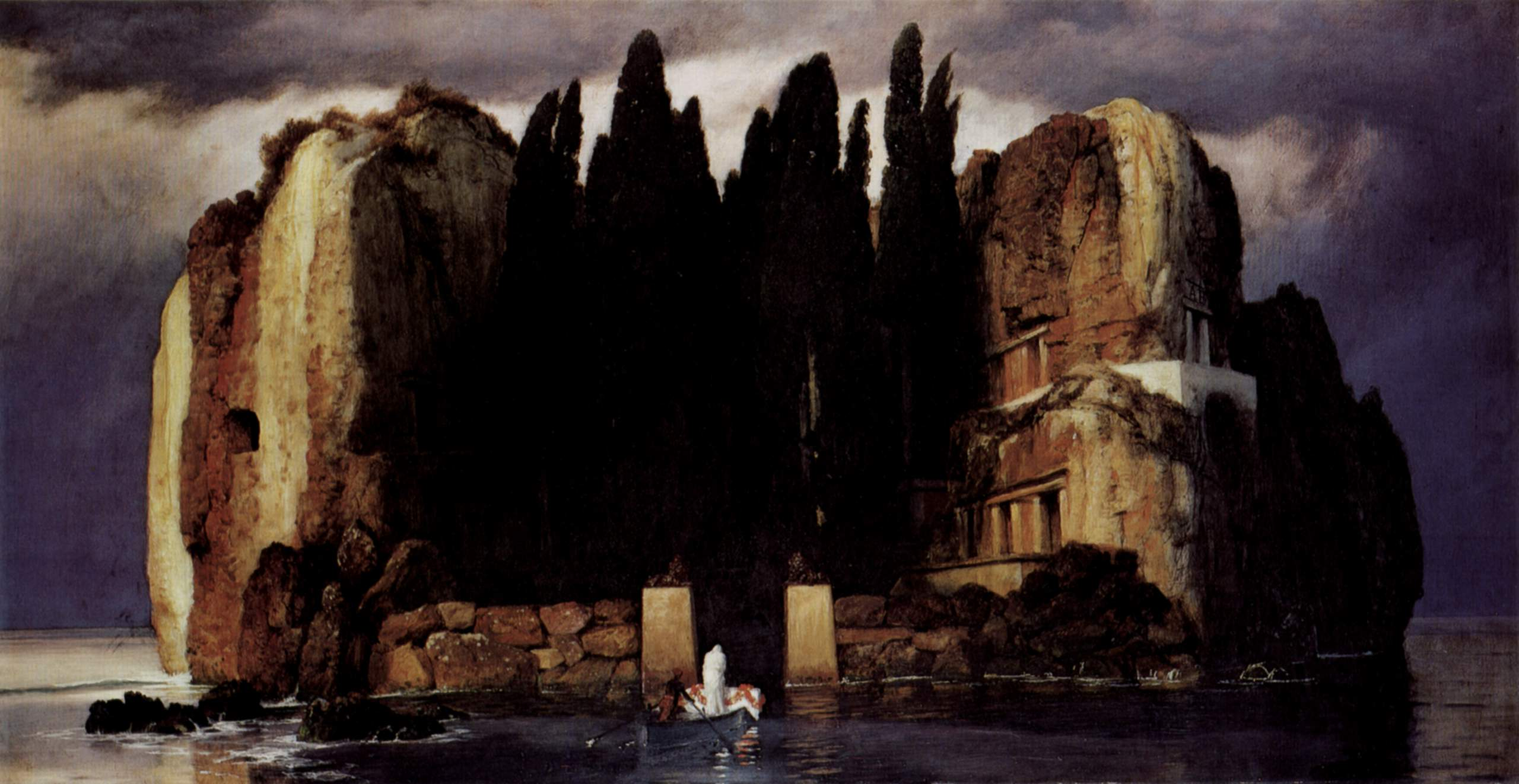
L'île des morts par Arnold Böcklin.

Plusieurs traditions sur ce thème ont longtemps perduré en Bretagne, qu'il s'agisse de la Lestr an Anaon, du Bag er Maru (barque des morts), du Bag noz (bateau de nuit) dont le capitaine est le premier (ou le dernier) mort  de l'année, ou du navire immense qui circulait la nuit dans le golfe du Morbihan, condamné à errer jusqu'à la fin des temps avec à son bord les âmes des pires criminels,. On retrouve pareillement un peu partout en Europe des histoires de gigantesques navires errants qui servent de paradis aux marins morts. Ce sont le Roth Ramhach en Irlande, le Merry Dun en Angleterre, le Refanu dans le nord de l'Europe, le Chasse-Foudre et le Galipétant en France, ainsi que la Patte-Luzerne qui fréquentait surtout la côte méditerranéenne. Nul ne sait si ces légendes d'embarcations transportant des morts sont à l'origine du mythe des vaisseaux fantômes, mais l'association entre bateaux et défunts préexistait dans les esprits.

## Les vaisseaux fantômes légendaires

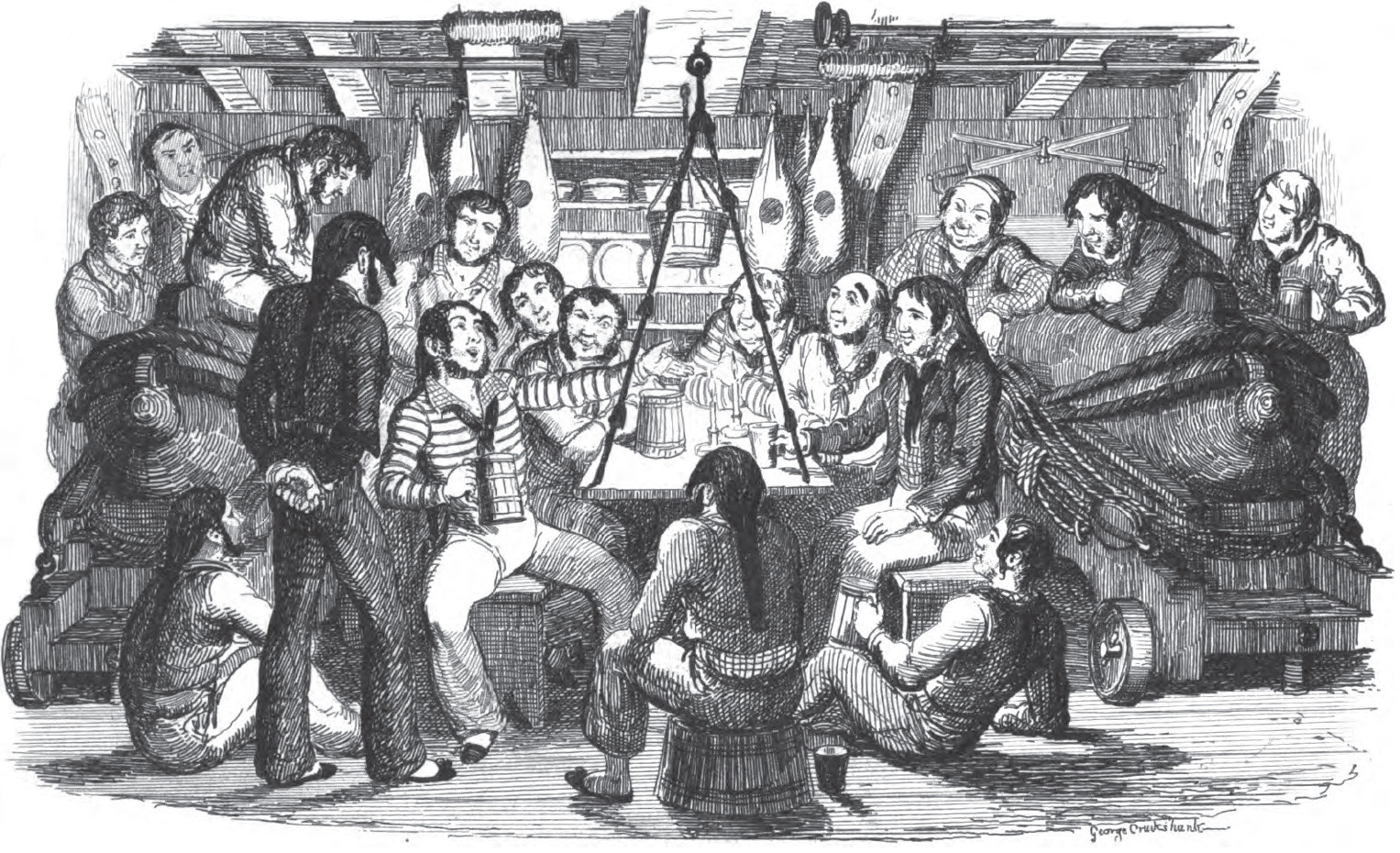
La transmission des légendes par les marins.

Les légendes de vaisseaux fantômes sont extrêmement répandues même si la modernité paraît leur avoir porté un coup fatal. Une centaine a été recensée :

« Au nombre des légendes qui se transmettent de génération en génération chez les marins et qui se racontent tout bas aux quarts de nuit quand on navigue sous les tropiques, on peut citer la légende du Vaisseau Fantôme. Personne ne l'a vu et cependant chacun en parle et tous les marins y croient. »

— Édouard-Jean-Baptiste Gélineau, Souvenirs de l'île de la Réunion, (1905).

« Les marins chantent à demi-voix des chansons maritimes avec cette psalmodie monotone qui caractérise les marins; d'autres se racontent des histoires mystérieuses sur le Voltigeur hollandais, le Vaisseau fantôme, qui courent les mers depuis mille ans, et autres traditions maritimes qui servent depuis longtemps de texte aux contes de bord. »

— Charles Marchal, Veillées sur terre et sur mer (1857).

« Si l'on en croit les légendes et les traditions populaires, des flottilles de vaisseaux errants sillonnent les mers du globe avec une régularité surprenante. »

— Préface du livre Le vaisseau fantôme de Frederick Marryat (1992).

### LeHollandais volant
.

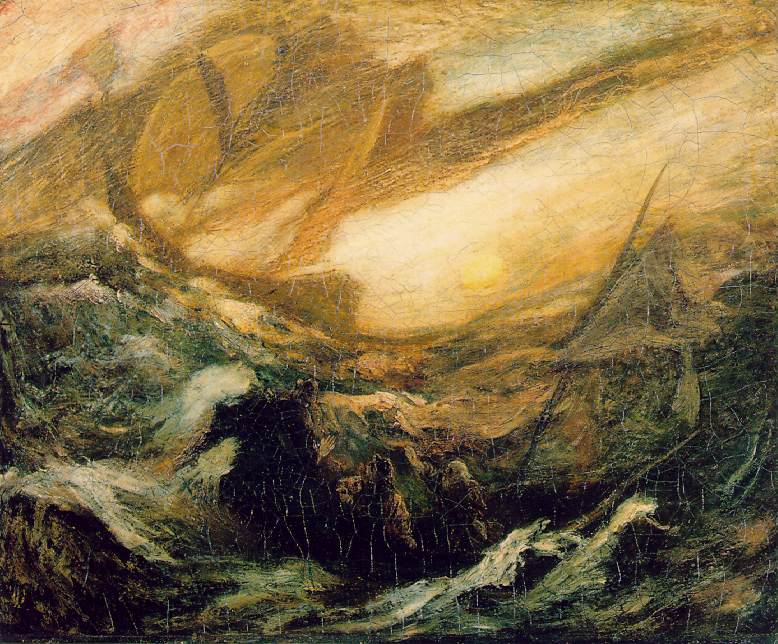
The Flying Dutchman par Albert Pinkham Ryder

Le plus célèbre des vaisseaux fantômes est le Hollandais volant, jadis appelé quelquefois Le voltigeur hollandais, également connu sous les noms anglais The Flying Dutchman ou allemand Der fliegende Holländer, ce dernier étant le titre original du premier des dix opéras majeurs de Richard Wagner.
Il existe plusieurs versions de cette légende, la plus répandue est que le capitaine de ce brick fut assassiné par son équipage mais qu'il eut toutefois le temps de le maudire. Peu de temps après, la peste se déclara à son bord et le navire fut rejeté de tous les ports où il tenta d'accoster, par peur de la contagion. Il commença alors à errer sans fin sur les mers :

« Les marins de toutes les nations croient à l'existence d'un bâtiment hollandais dont l'équipage est condamné par la justice divine, pour crime de pirateries et de cruautés abominables, à errer sur les mers jusqu'à la fin des siècles. On considère sa rencontre comme un funeste présage. »

— Collin de Plancy, Dictionnaire infernal (1844).

### Le vaisseau fantôme de la Baie des Chaleurs

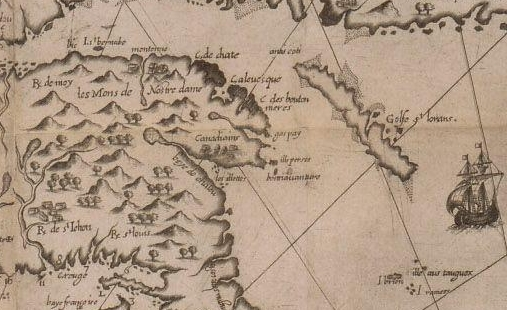
Carte de la baie des Chaleurs.

La baie des Chaleurs est un bras du golfe du Saint-Laurent au Canada. Au XVIIIe siècle, lorsqu'un navire voulait entrer dans la baie, pour venir commercer avec un des nombreux villages indiens, il hissait un drapeau pour demander la venue d'un pilote pour le guider. Il s'agissait généralement de pirates, dont un des plus célèbres était le capitaine Craig. Cette assistance était indispensable autant pour entrer que pour ressortir de la baie.
Un jour où le capitaine Craig avait demandé l'assistance d'un pilote pour guider sa sortie, celui-ci, une fois à bord entendit des cris. Sous la menace d'être balancé à la mer par le pilote doté d'une carrure impressionnante, le pirate accepta de jeter l'ancre. Le pilote découvrit alors deux jeunes indiennes qui avaient été enlevées et qu'il s'empressa de libérer et ramener à terre. Une fois hors de danger, elles conjurèrent leur sauveteur de ne pas retourner sur le navire parce qu'elles pressentaient une catastrophe. Peu crédule, le pilote retourna à bord, mais une vague projeta effectivement le bateau sur les rochers. L'équipage fut tué sur le coup, Craig et son premier lieutenant se noyèrent, seul le pilote en réchappa. Le soir même, par un temps calme mais orageux, des témoins virent glisser sur la baie une boule de feu qui prit la forme du navire de Craig. Le même phénomène se serait reproduit à plusieurs reprises, mais toujours par un temps identique,.

### Le spectre du Saguenay

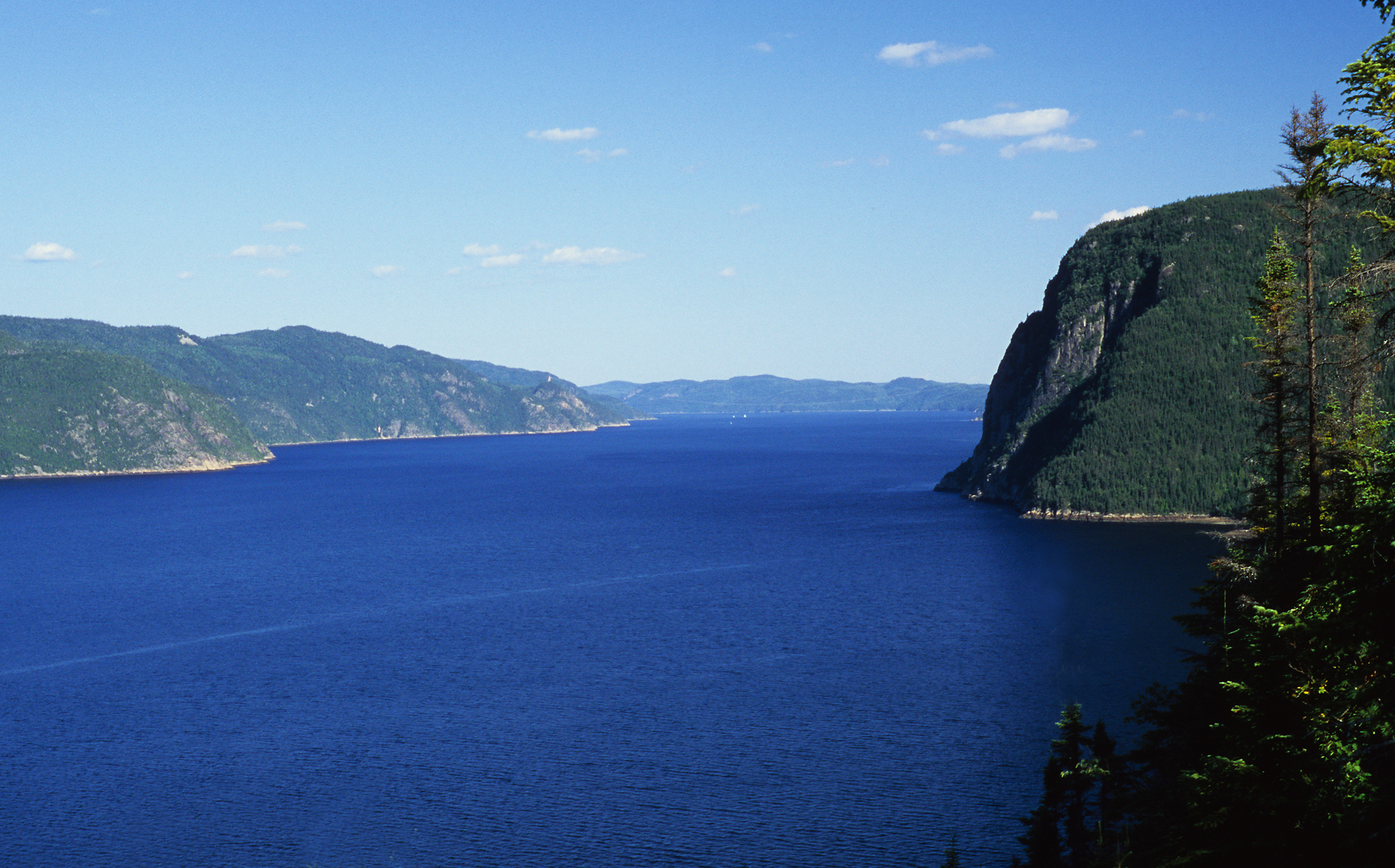
La rivière Saguenay.

Certains vaisseaux fantômes s'aventurent sur les rivières. Ainsi une ancienne légende québécoise concerne l'âme en peine du seigneur de Roberval, premier vice-roi du Québec, qui naviguerait la nuit sur la rivière Saguenay, un affluent du fleuve Saint-Laurent au Québec. Roberval est supposé avoir disparu avec son bateau en partant à la recherche du mythique royaume de Saguenay. Cependant, il revint vivant de son exploration et mourut à Paris en 1560.

« Cent ans après, les pêcheurs du Saint-Laurent racontaient encore en se signant que, chaque année, au fort des tempêtes de l’équinoxe, on pouvait voir, glissant silencieusement toutes voiles dehors, sur les flots du Saguenay, le navire sur lequel était parti Roberval et, à la barre du vaisseau fantôme, la haute stature de Roberval immobile. »

— Georges Lamy, Voyage du novice Jean-Paul à travers la France d'Amérique (1890).

### LeCaleuche
Le Caleuche est un vaisseau fantôme appartenant au folklore de l'archipel des îles Chiloé au Chili. Son apparence la plus fréquente est celle d'un grand bateau blanc illuminé d'où proviennent les échos d'une musique de fête et qui peut disparaître rapidement sous les eaux. Selon la légende, il s'agirait de la dernière demeure des personnes noyées en mer. Une de ses caractéristiques est de changer continuellement d'aspect, ce qui lui a valu son nom, Caleuche venant de Kaleuntun en Mapudungun, qui signifie se transformer, changer de peau. Il est parfois considéré comme un repaire pour les sorciers et les démons locaux. Sa rencontre en mer est interprétée comme un très mauvais présage[réf. nécessaire].
Il n'existe aucun accord sur l'origine de cette légende. Il pourrait s'agir d'une adaptation locale des croyances européennes concernant les barques des morts, les vaisseaux fantômes et le célèbre Hollandais volant. Toutefois, il pourrait tout aussi s'agir d'élucubrations à partir de faits réels tels que la disparition du navire hollandais « Calanche », de l'occupation temporaire de l'île par le corsaire hollandais Baltazar de Cordes ou d'une pure invention destinée à masquer des opérations de contrebande,.

### LePrincess Augusta(1738)

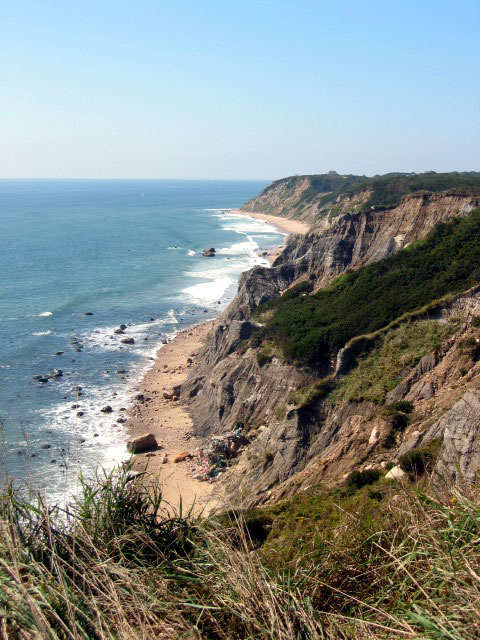
Les falaises de Block Island.

Le Princess Augusta est un navire dont deux voyages sont connus, de Rotterdam vers Philadelphie, réalisés en 1736 et 1738. Les passagers d'origine germanique qu'il transportait étaient supposés venir du Palatinat et appelés « Palatines » par les autorités anglaises de la colonie de Pennsylvanie,.
En 1738, son dernier voyage s'est terminé tragiquement par un naufrage au large de l'île américaine de Block Island, près de New York. Il existe deux versions des raisons de ce sinistre. La première relate que le capitaine Andrew Brook, inexpérimenté, aurait égaré son navire, que l'équipage aurait racketté les passagers, des querelles s'en seraient suivies et le naufrage aurait eu lieu au cours d'une violente tempête.
La seconde version est que les habitants de l'île auraient allumé des feux pour tromper le capitaine et provoquer le naufrage. C'est cette dernière hypothèse qui a inspiré à John Greenleaf Whittier un poème intitulé The Palatine. Le Princess Augusta est devenu ensuite un vaisseau fantôme célèbre aux États-Unis, qui pourrait être vu apparaissant en feu entre Noël et jour de l'an, ou avant une tempête. En 1879, un vieil habitant de l'île nommé Benjamin Corydon, prétendit avoir vu huit ou neuf fois son apparition. La dernière daterait de 1969,.

### LeLady Lovibond(1748)
Le Lady Lovibond (ou Lady Luvibond) est une goélette fantôme légendaire qui aurait coulé au large de la côte du Kent au Sud-Est de l'Angleterre, le 13 février 1748 sur les sables de Goodwin (site très fertile en histoires de vaisseaux fantômes : paquebot SS Montrose, Shrewsbury).
D'après la légende, le capitaine venait de se marier et réalisait une croisière avec sa nouvelle femme. Un marin rival aurait précipité le navire sur les bancs de sable par jalousie afin de détruire navire et occupants. Le bateau réapparaîtrait tous les cinquante ans à l'endroit où il aurait sombré.

### LeYarmouth(1812)

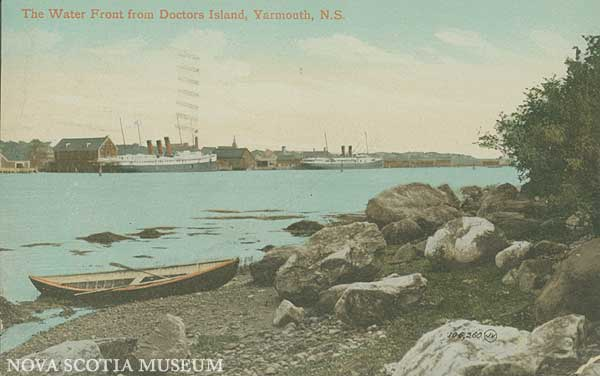
Le port de Yarmouth en 1913.

Le Yarmouth était un deux-mâts carré de 200 tonnes, construit en 1811 dans la ville éponyme de Yarmouth en Nouvelle-Écosse au Canada. En 1812, son premier voyage était destiné à livrer une cargaison de poisson salé et de bois de charpente aux Antilles.
Il avait à son bord, outre Randall McDonald le propriétaire, son épouse Rebecca et neuf hommes d'équipage. Une lettre expédiée des Antilles informe qu'il était arrivé à bon port et serait de retour quelques semaines plus tard. Il a été vainement attendu et il devint évident que le Yarmouth avait disparu en mer pendant son trajet de retour[réf. nécessaire].
Lorsqu'un an plus tard, des témoins stupéfaits virent arriver le bateau toutes voiles dehors dans le port, abaisser son mat et jeter l'ancre. Ne voyant personne se manifester à son bord pour descendre à terre, quelques hommes s'approchèrent avec une barque. Ils racontèrent avoir entendu le capitaine McDonald leur crier de rester à distance, puis le bateau disparut brusquement, les laissant totalement abasourdis. L'année suivante, à la même période, un scénario identique se répéta, et il en fut de même pendant 60 ans, l'apparition devenant de plus en plus faible, jusqu'à finalement disparaître totalement en 1872,.

### La vision de l’Inconstant(1861)

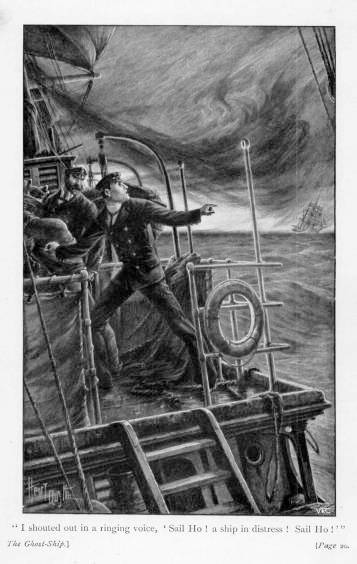
Apparition d'un vaisseau fantôme au loin.

Vers quatre heures du matin, le 11 juillet 1861, par beau temps, l'HMS Inconstant de la Royal Navy naviguait dans l'océan Pacifique lorsque l'officier de quart vit brusquement un voilier à deux mâts enveloppé d'un nuage luminescent surgir, lui couper la route, passer à environ 200 mètres sur bâbord puis disparaître. En quelques instants il ne resta plus de l'étrange vaisseau qu'une faible lueur à l'horizon. L'événement fut consigné dans le livre de bord,.

### LeTricoleur(1937)
« Le 5 janvier 1937, vers 17 heures, le Khosron voguait prudemment sous une pluie battante, actionnant sa sirène toutes les deux minutes. Soudain, le son d'une autre sirène se fit entendre. Le capitaine fit aussitôt stopper les machines. La forme imprécise d'un navire surgit à bâbord et passa à moins de deux cents mètres. L'équipage put distinctement lire son nom : Tricoleur. Quelques minutes plus tard, la pluie cessa et la vue porta à sept milles. Étant donné leurs vitesses relatives, les deux navires ne pouvaient être éloignés de plus de trois milles. Pourtant, le Tricoleur avait disparu. Robinson, qui venait de faire le point, emmena alors le capitaine dans la chambre des cartes. À l'endroit où les navires s'étaient croisés, la carte indiquait : « M.S. Tricoleur, a explosé et coulé en ce point le 5 janvier 1931, à 17 heures. »

— Vincent Gaddis, Les vrais mystères de la mer (2000).

## Hypothèses sur les origines des légendes
Plusieurs hypothèses ont été avancées pour tenter de donner une explication rationnelle aux phénomènes ayant donné naissance aux diverses légendes.

### Mirage
L'hypothèse généralement acceptée pour expliquer l'apparition et la disparition soudaine de navires est celle d'un mirage froid, également appelé « mirage supérieur », phénomène résultant de la réfraction atmosphérique à travers des couches d'air de températures différentes, de l'image d'un bateau situé à une distance variable, parfois au-delà de l'horizon.

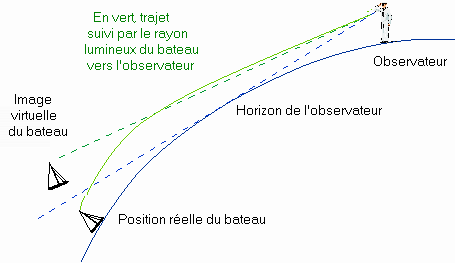
Explication du phénomène.
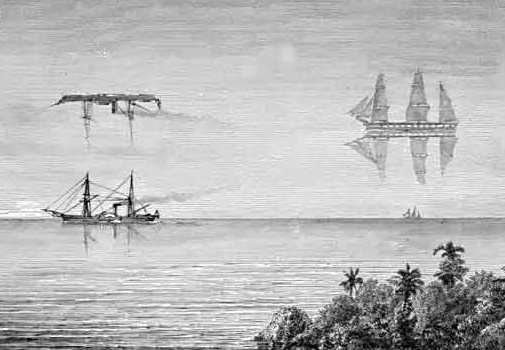
Types de mirages marins.
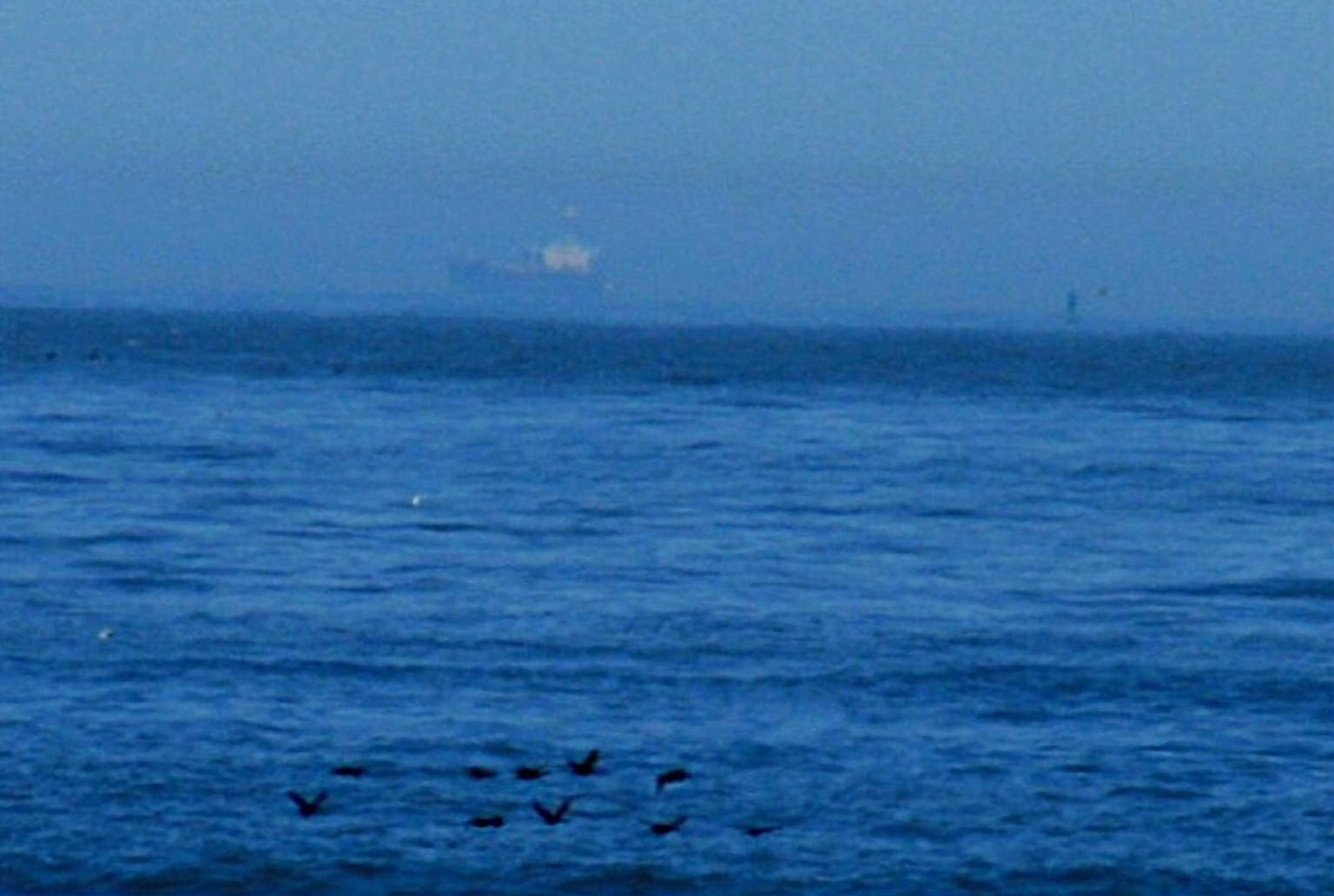
Mirage.
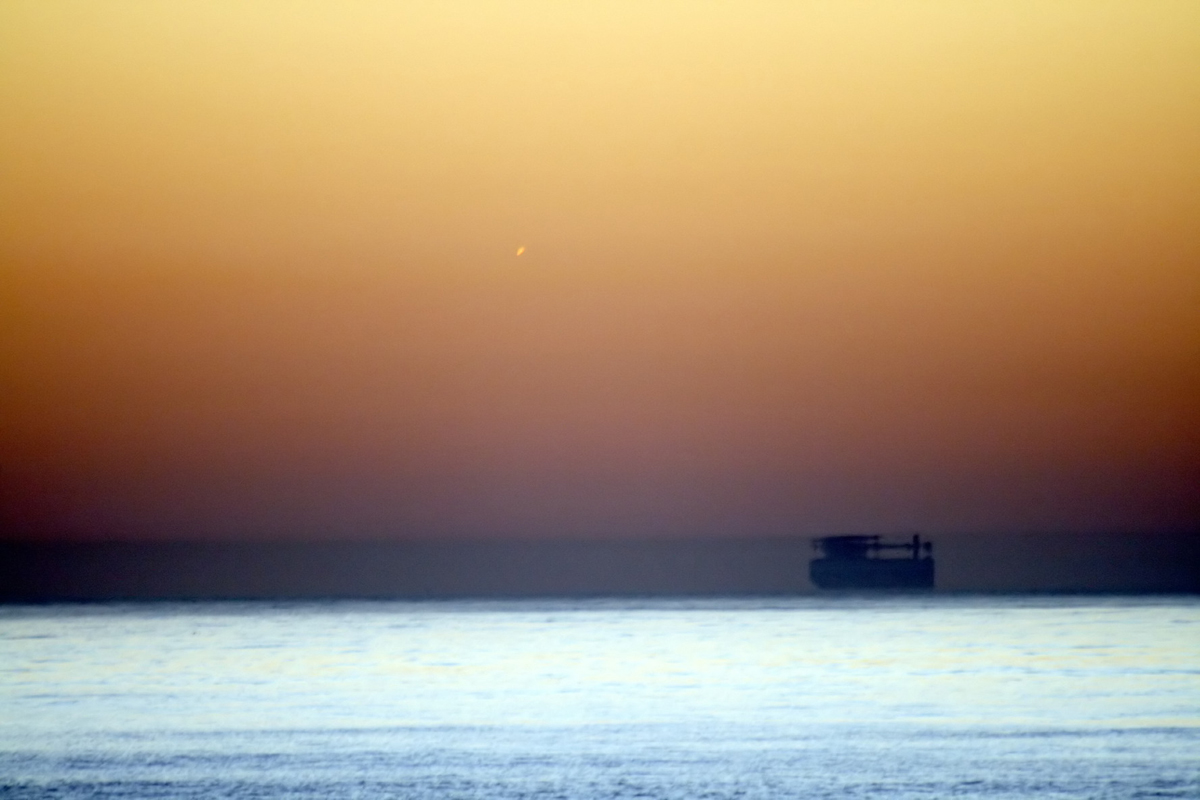
Mirage.

### Feu de Saint-Elme

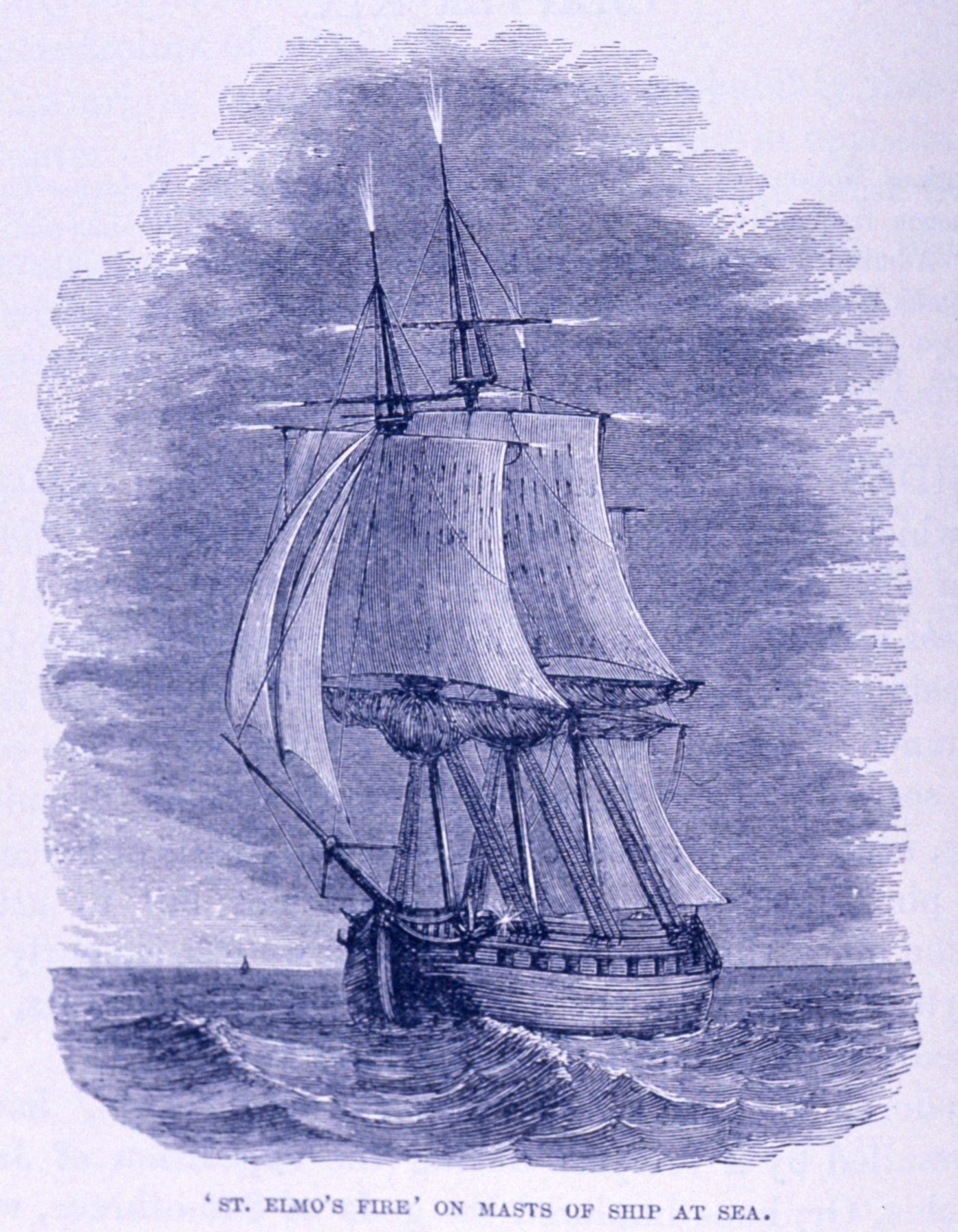
Feu de Saint-Elme.

La luminosité de certaines apparitions pourrait s'expliquer par le phénomène du Feu de Saint-Elme, c'est-à-dire la luminosité, provoquée par une forte charge électrostatique telle que produite par un orage, apparaissant de nuit aux extrémités de la mâture d'un navire. Toutefois cette hypothèse implique la présence réelle d'un bateau.

### Gaz inflammables
Une autre théorie voudrait que le navire de feu ne serait qu’une boule de gaz inflammable possiblement émise d’une faille sous-marine.

### Bioluminescence
Une troisième possibilité est que l’illusion du navire de feu serait créée par une forme de vie marine phosphorescente.

### Méprise
Il peut également parfois s'agir de simples méprises. En 1907, l'information suivante a été publiée : 

« L'énigme du vaisseau fantôme, près du cap Horn, qui a si souvent épouvanté les marins et qui a été la cause de la perdition de bien des équipages, vient d'être résolue par le bureau hydrographique des États-Unis. Des navires qui passaient par le cap Horn, pour se rendre d'Europe dans les ports de l'Amérique occidentale, ont vu leurs équipages souvent saisis par le spectacle d'un navire naufragé battu par les vagues. Le navire italien Couronne d'Italie essaya de porter secours au navire naufragé et manqua se perdre sur les rochers. Tout récemment, les officiers de la barque norvégienne Serbia donnèrent des détails sur ce vaisseau fantôme, toujours immuable, et leur description concordait entièrement avec celle des officiers italiens. Ceci décida le gouvernement des États-Unis à approfondir le mystère. La commission du bureau hydrographique découvrit un rocher qui, éclairé d'une certaine façon, ressemble d'une manière frappante à un navire. »

— Journal L'Écho du merveilleux, n°241, 15 janvier 1907.

### Invention journalistique

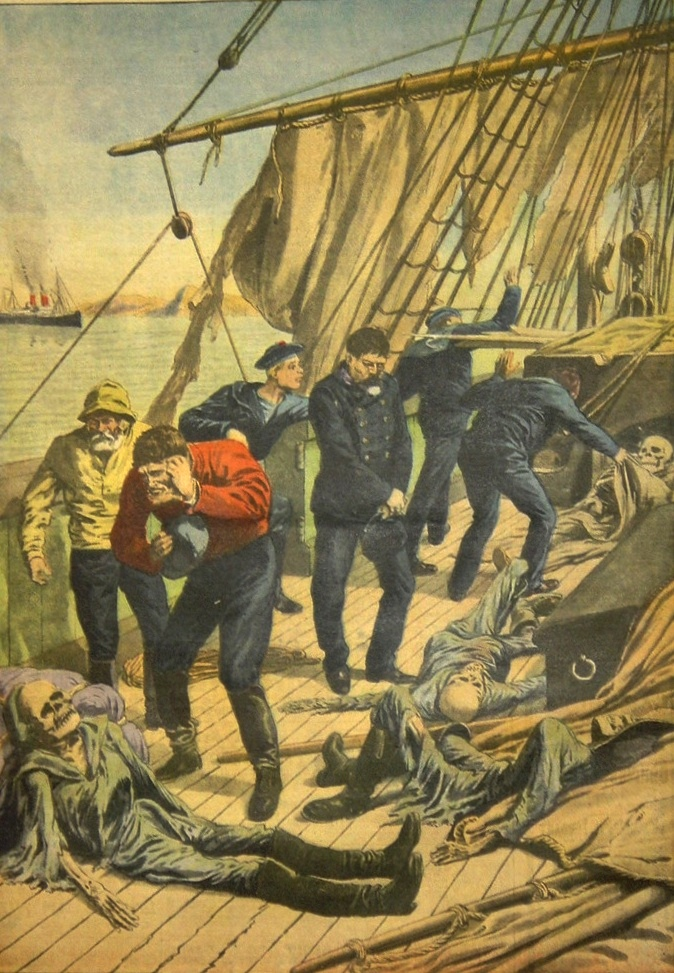
La découverte du Marlborough.

En octobre 1913, la presse de nombreux pays se fait l'écho d'un récit, particulièrement lugubre, initialement paru dans le quotidien anglais London Evening Standard dans son édition du 3 octobre 1913. Le Marlborough, un trois-mâts à coque en fer, long de 70 m, avait été lancé à Glasgow en 1876 et était devenu la propriété de la Shaw, Saville & Albion Company. Il était armé par un équipage de 29 hommes commandé jusqu'en 1883 par le capitaine Anderson, puis par le capitaine Herd.
Entre 1876 et 1890, le Marlborough avait assuré avec succès quatorze traversées d'immigrés entre Londres et la Nouvelle-Zélande. Chargé d'une cargaison de viande congelée et de laine, il partit de Lyttelton en Nouvelle-Zélande le 11 janvier 1890, et a été vu pour la dernière fois le 13 janvier, avant de disparaitre sans laisser de traces. Selon cet article, il aurait été retrouvé 23 ans plus tard, en 1913, intégralement recouvert de moisissure verte, dans des circonstances particulièrement tragiques.
Voici le récit qu'en fait un journal français de l'époque :

« Un navire anglais se rendant à Lyttleton a fait, à Punta Arenas (près du cap Horn) une découverte macabre. Il a aperçu un navire qui semblait désemparé. Aucune réponse n'étant fait à ses signaux il s'est approché ; des matelots ont pénétré à bord de ce navire. Ils y ont trouvé vingt squelettes humains. Le bateau portait le nom de Marlborough, du port de Glasgow. Or, en 1890, un voilier de ce nom qui se rendait au Chili fut aperçu, pour la dernière fois auprès du détroit de Magellan, puis on demeura sans aucune nouvelle de lui et il fut classé comme perdu,. »

— Supplément illustré du Petit Journal, no 1.196 du 19 octobre 1913.
En fait, de très nombreux détails du récit sont peu vraisemblables. Par exemple, le cap Horn étant une région particulièrement exposée à de violentes tempêtes, il est peu probable qu'une épave abandonnée puisse y résister aux éléments pendant presque un quart de siècle. La presse néo-zélandaise a considéré que ce récit était un faux dès 1914. Dans une autre version de ce récit publiée en 1929, la découverte macabre aurait été faite en 1899 par un autre navire. Dans une troisième variante publiée en 2006, c'est un bâtiment de la Royal navy qui aurait abordé l'épave. Il se pourrait que l'histoire ait été imaginée à partir du récit, relaté en 1912 par le capitaine Thomas Sydney Burley, d'un évènement similaire.

## Les épaves dérivantes

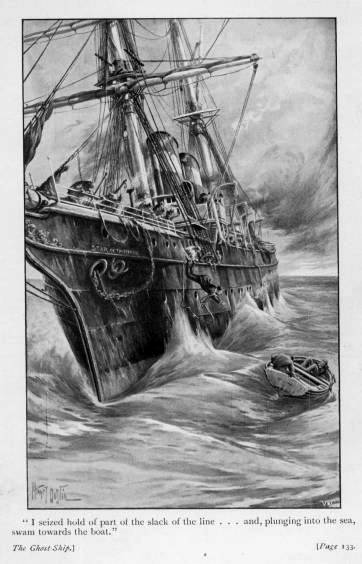
Abandon d'un navire en perdition.

À partir du XVIIIe siècle, faute de pouvoir remonter plus loin d'après les archives, de nombreux navires furent abandonnés en haute mer par leur équipage pour diverses raisons :

« Ou bien le navire coulait bas envahi par l'eau et, après abandon, il a continué à flotter entre deux eaux : ou bien, il a été incendié, son équipage s'est enfui épouvanté, et le feu s'est arrêté lorsque l'eau est arrivée au niveau du pont. Parfois, à n'en pas douter, et le cas est heureusement rare, le choléra, la peste ou toute autre maladie ont fait périr tout le monde à bord : voilà donc le navire qui continue sa route, encore gréé, au hasard, dangereux à aborder à tous points de vue,. »

— Max de Nansouty, Actualités scientifiques (1907).
Bien qu'étant redoutablement réels, se crée l'habitude de les qualifier de « vaisseaux fantômes » en référence aux diverses légendes. À la fin du XIXe siècle, le bureau hydrographique de Washington, aux États-Unis, a créé un service spécial chargé de recenser ces épaves errantes. Selon cet organisme, il y avait à cette époque une vingtaine d'épaves à flot en permanence sur les grandes routes maritimes de l'Atlantique nord, occasionnant environ 230 rencontres à hauts risques chaque année.
La situation empira ensuite à tel point que l'administration américaine construisit l'USCGC Seneca (1908) (en), un navire spécifiquement destiné à les couler à l'aide d'explosifs :

« Scientific American nous dit que les États-Unis viennent de mettre en service, pour la protection de leur côte atlantique contre les épaves flottantes, le navire spécial destructeur d'épaves Seneca.  Le Seneca a son champ d'opérations limité en latitude par les parallèles de l'île des Sables et des Bermudes. Muni de la télégraphie sans fil, il est immédiatement prévenu soit d'un naufrage en tel ou tel point, soit de la rencontre par un navire d'une de ces dangereuses épaves, navire abandonné par son équipage, mature coupée avec son gréement, ou navire flottant entre deux eaux, qui ont si souvent joué le terrible rôle de « vaisseau-fantôme ». »

— Bulletin de la société de géographie de Rochefort (1913).
Un seul exemple suffit à monter la longévité de certaines épaves dérivant entre deux eaux : en octobre 1913, au large du Chili, le trois mâts anglais Dalgonar fut victime de la tempête, son lest de galets, chargé à Callao ripa et le navire se coucha sur le flanc, le capitaine fut tué par la chute d'une partie du gréement en tentant de déborder une embarcation. Le quatre mâts français Loire, de la compagnie Bordes porta assistance et après quatre jours d'attente à la cape et mille difficultés, parvint à évacuer les survivants du Dalgonar, un sauvetage resté dans les annales  comme un haut fait de professionnalisme maritime. L'épave du Dalgonar parcourut plusieurs milliers de milles marins à travers le Pacifique avant de s'échouer sur l 'ilôt de Maupihaa dans l'archipel des îles de la Société.

### L’Octavius(1775)
L'Octavius est un navire très probablement légendaire. En 1775, un baleinier appelé le Herald, aurait été heurté par un navire : l'Octavius, au large de la côte du Groenland. Lorsque les marins du Herald abordent le bateau fantôme, ils découvrirent tous les membres d'équipage morts gelés. Le capitaine aurait été retrouvé rigide à son bureau terminant une ligne de son journal de bord datant de 1762 (laissant supposer que le navire a dérivé 13 ans). Le journal mentionnant la provenance du navire d'Orient par le Passage du Nord-Ouest et sa prise dans les glaces durant ce passage.
Bien que cette histoire ne soit absolument pas vérifiable, comme parfois les légendes tirent leurs racines de faits divers bien réels, et bien qu'il soit possible que tous les marins d'un bateau meurent de froid, laissant leur navire à la dérive (surtout au XVIIIe siècle), cette histoire est très certainement inventée et/ou largement romancée.

### Le HMSResolute(1850)
Le trois-mâts barque de commerce HMS Resolute, anciennement nommé ptarmigan (la perdrix), acheté par l'amirauté britannique à un armateur privé et spécialement renforcé pour la navigation dans les glaces de l'arctique, faisait partie des navires lancés à la rescousse de l'expédition Franklin, disparue lors d'une tentative d'exploration du passage du Nord-Ouest.
En dépit des efforts de son équipage, (dont l'officier de marine français Émile de Bray), ce navire ne put rien découvrir sur le sort de l'expédition Franklin-Fitzjames, malgré d'audacieux raids en traîneaux durant l'hiver 1852-1853. Toutefois, il porta assistance à un autre navire lancé à la recherche de Franklin, le HMS Investigator, commandé par Robert McClure, pris dans les glaces et dont on était sans nouvelles depuis trois ans. L'hiver suivant fut exceptionnellement rigoureux et le Resolute fut bloqué dans un floe (grande plaque de glace dérivante). Le commandant Belcher, responsable de l'escadre arctique, ordonna son abandon, au grand dam du capitaine Kellett, qui estimait (à juste titre) que le navire, qui dérivait vers l'est avec les glaces, finirait bien par être libéré l'été suivant.
En septembre 1855, le baleinier américain George Henry découvrit le navire abandonné. Il avait parcouru plus de mille milles marins (1 852 Km) à la dérive et était parfaitement intact. Buddington, capitaine du George Henry prit le commandement du Resolute et parvint à la ramener à New London (Connecticut) avec seulement treize matelots pour équipage, tandis que son second se chargeait du baleinier. La navigation sans équipage du Resolute, à la façon d'un vaisseau fantôme, frappa l'opinion publique américaine. À la suite d'une campagne de presse, le gouvernement américain paya de substantiels droits de sauvetage à Buddington qui, devenu propriétaire du navire, l'offrit en cadeau diplomatique à la jeune reine Victoria qui venait d'être couronnée.
L'histoire ne s'arrête pas là : Lors de la démolition du HMS Resolute en 1879, le gouvernement britannique fit réaliser, avec une partie du bois récupéré, trois  bureaux sculptés dont le plus grand, connu comme le Resolute desk, fut offert au président des États-Unis et installé dans le Bureau ovale de la Maison-Blanche à Washington où il se trouve toujours. Il a été utilisé par quasiment tous les présidents américains depuis 1880.
La dérive arctique du Resolute, parfaitement documentée et véridique, n'a rien de surnaturel et illustre comment peuvent naître les légendes des vaisseaux fantômes, certains navires abandonnés pouvant fort bien rester longtemps à flot même dans un environnement aussi hostile que la banquise arctique.

### Le SSValencia(1906) et ses canots de sauvetage

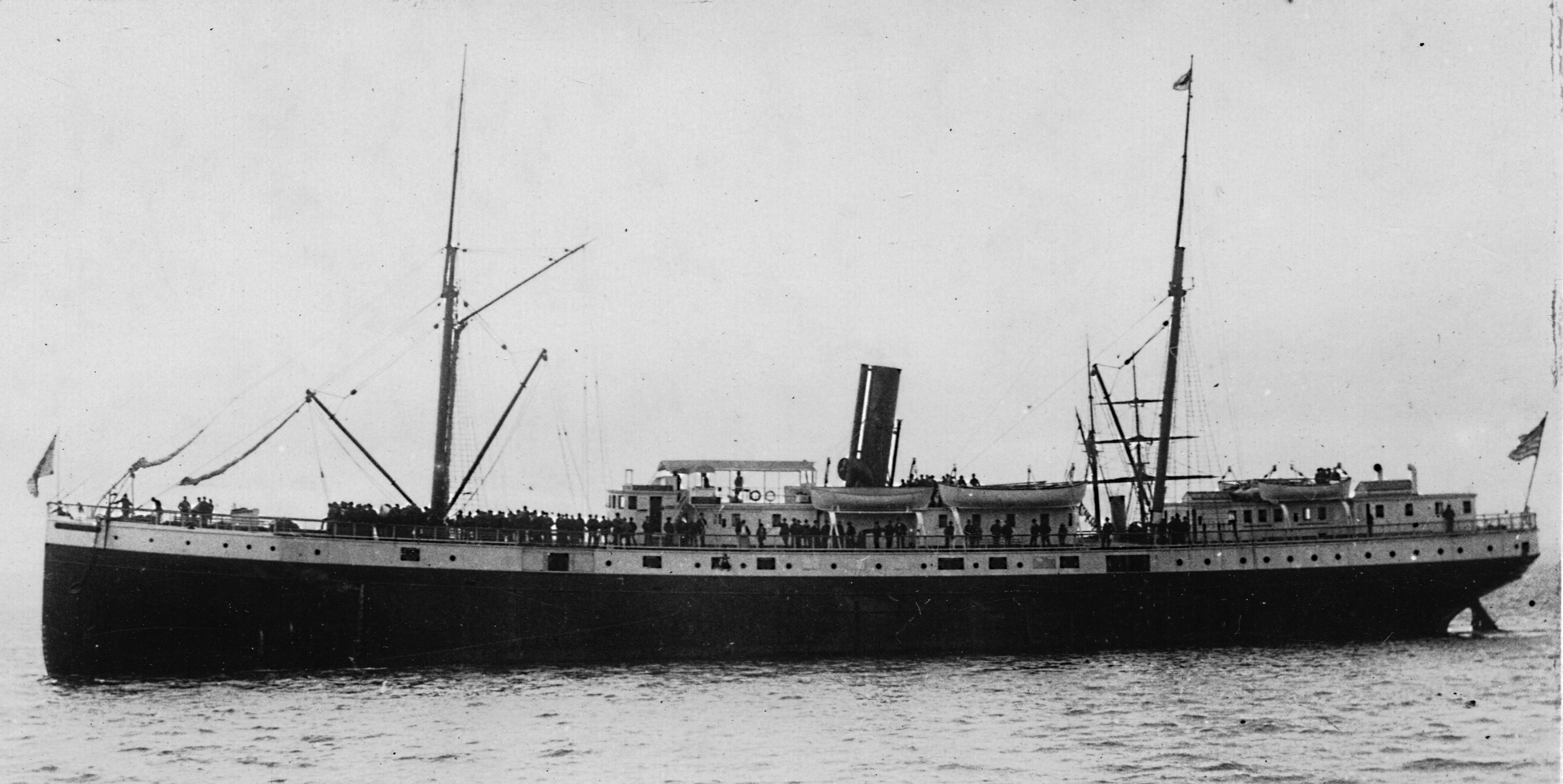
Le SS Valentia en 1900.

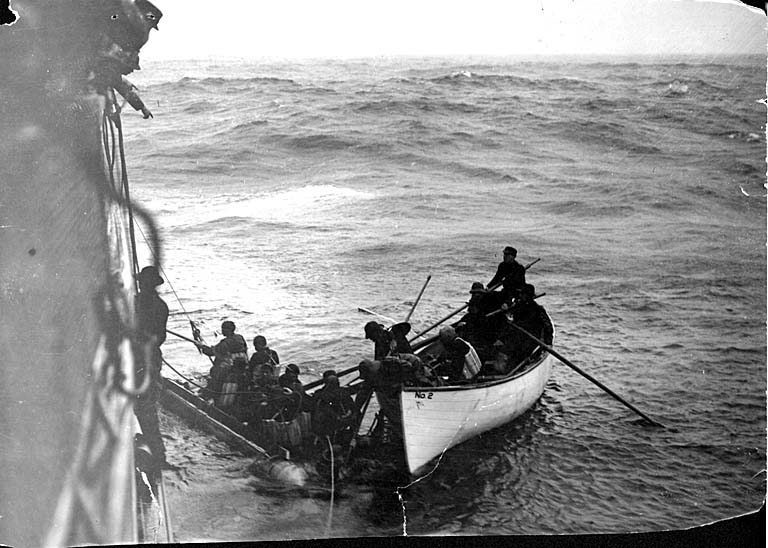
Les canots de sauvetage du SS Valencia secourus ici par le SS City of Topeka.

Le SS Valencia était un navire à vapeur qui a coulé au large de la côte de Vancouver, en Colombie-Britannique en 1906. Parti de San Francisco le 20 janvier 1906 pour rejoindre Seattle, le navire se perd dans une tempête, dérive de sa route, manque l'entrée du détroit pour Seattle et heurte un récif à proximité des côtes près de Pachena Point au Sud-Ouest de l'ile de Vancouver, aux environs de minuit, le 22 janvier 1906.
Le navire comportait dans la version officielle : 108 passagers, 56 membres d'équipage et neuf officiers. Seuls 37 passagers s'en sortiront vivants (136 morts) à la suite d'une évacuation chaotique : trois canots se sont renversés avant la mise à flot, projetant les personnes en mer (dont 12 regagneront la côte), un canot s'est perdu en mer, seuls trois canots seront secourus.
Voilà pour l'histoire réelle, la suite tient du mythe : un canot de sauvetage fantôme ou le Valencia lui-même, « sortis des flots » (suivant la version), auraient été aperçus dérivants jusqu'à de nombreuses années après dans les eaux de la région par les pécheurs (légende des marins locaux, basée sur l'un des plus importants naufrages de la côte nord Pacifique).

### LeBaychimo(1931)

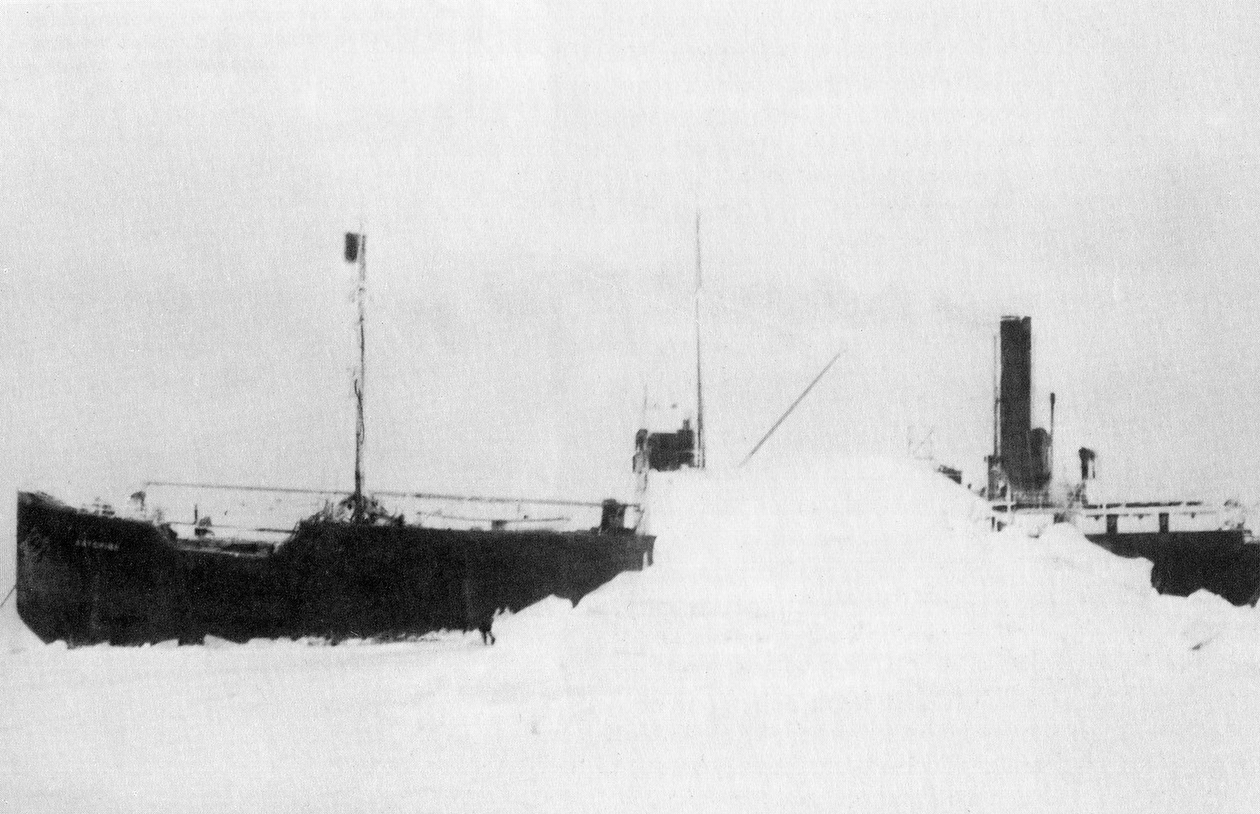
Le Baychimo pris dans les glaces de la banquise.

Le Baychimo, surnommé le bateau-fantôme de l'Arctique entre dans la catégorie des vaisseaux fantômes par la durée exceptionnelle de sa survie, bien que les circonstances de son abandon soient parfaitement connues.
C'était un cargo à vapeur en acier, construit en Suède en 1914, long de 70 mètres et pesant 1 300 tonnes. Il appartenait à la Compagnie de la Baie d'Hudson et était affecté au transport des fourrures le long de l'île Victoria et de la côte nord-ouest du Canada, au-delà du cercle Arctique.
Le 1er octobre 1931, il fut pris une première fois dans les glaces de la banquise puis, après quelques péripéties, définitivement abandonné le 24 novembre 1931. L'opinion générale était qu'il allait rapidement couler et disparaitre, mais il n'en fut rien. Quelques mois plus tard, il fut aperçu à 300 milles à l'est de sa dernière position connue. Il a ensuite été revu à de nombreuses reprises et, pour la dernière fois, par un groupe d'Inuits en 1969, soit 38 ans après son abandon. Il était alors prisonnier de la banquise de la mer de Beaufort.
Il n'existe plus d'informations à son sujet depuis cette date et il est présumé avoir finalement coulé. En 2006, le gouvernement de l'Alaska a lancé un projet pour retrouver le Baychimo, qu'il soit à flot ou au fond des mers,,.

### LeRyō Un Maru(2012)

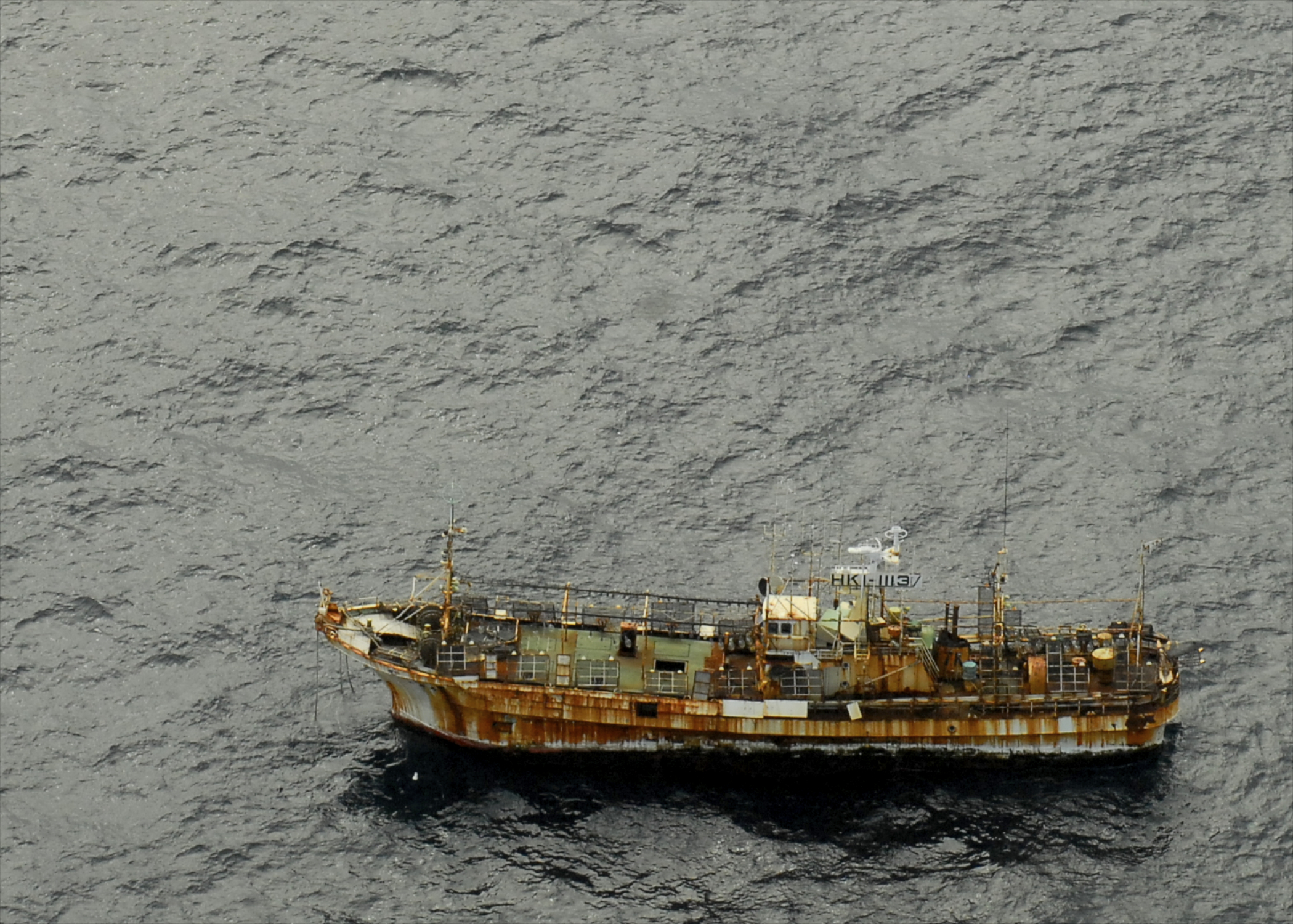
Le Ryō Un Maru, le 4 avril 2012.

Le navire Ryō Un Maru (漁運丸) était un chalutier japonais mouillant à Hachinohe emporté au large à la suite du tsunami de 2011 à Tōhoku.
Le 20 mars 2012, le bateau à la dérive est repéré par une patrouille de l'air canadienne dans l'océan Pacifique, à environ 280 km à l'ouest de l'archipel de Haida Gwaii, en Colombie-Britannique. Du fait du danger qu'il représente pour les autres bateaux transitant dans le secteur, le navire, sans équipage à bord, est coulé par les United States Coast Guard le 5 avril 2012. Son épave repose désormais à 1 850 m de fond.

### Le MVLyubov Orlova(2013)

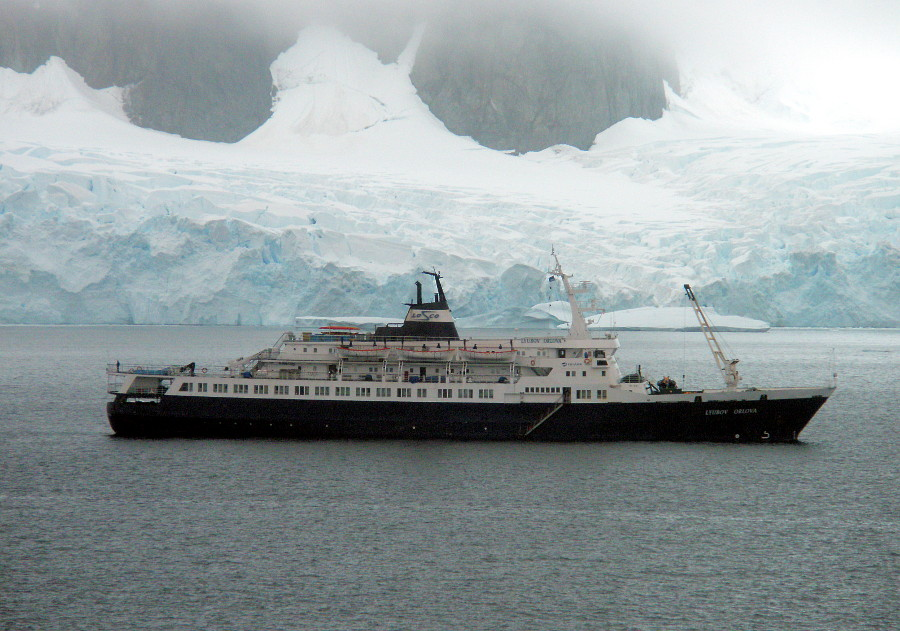
Le Lyubov Orlova à l'ancre devant l'ile Petermann (Antarctique).

Les épaves dérivantes peuvent parfois redevenir problème d'actualité. Le 24 janvier 2013, le MV Lyubov Orlova, un ancien paquebot de croisière décrépit battant pavillon des Îles Cook a rompu le câble qui le reliait au remorqueur qui le conduisait de Terre-Neuve au Canada vers la République dominicaine où il devait être démantelé. Depuis, il dérive sans équipage et sans feux de route dans l'Atlantique Nord, un vide juridique ne permettant pas d'intervenir tant qu'il se trouve en haute mer.
Sa dernière localisation précise, à 1 300 milles des côtes irlandaises, remonte au 23 février 2013, date à laquelle une de ses balises de détresse s'est déclenchée automatiquement, peut-être à la suite de son naufrage.
Le 23 janvier 2014, une rumeur sans fondement reprise dans les médias a fait croire que le navire, infesté de rats, menaçait de s'échouer sur les côtes britanniques. L'information a été démentie par les garde-côtes.

### LeSam Rataulangi(2009-2018)
Le cargo indonésien Sam Rataulangi, localisé pour la dernière fois en 2009 au large de Taïwan, est retrouvé échoué en aout 2018 sur un banc de sable de la mer d'Andaman, sans équipage ni marchandises à bord.

### Le MVAlta(2018-2020)
Le MV Alta est un cargo  tanzanien de 77 mètres abandonné en octobre 2018, après une avarie, au sud-est des Bermudes. Il s'échoue dans le sud de l'Irlande, en février 2020.

## Les disparitions d'équipages
Dans la plupart des cas de bateaux abandonnés, tout ou une partie de l'équipage a heureusement réussi à échapper au sinistre ayant provoqué cet abandon. Leurs récits permettent d'en connaître les motifs. Mais, pour quelques navires, les causes et les modalités de cet abandon restent une énigme, laissant la porte ouverte à de multiples hypothèses, y compris les plus excentriques.

### LeMary Celeste(1872)

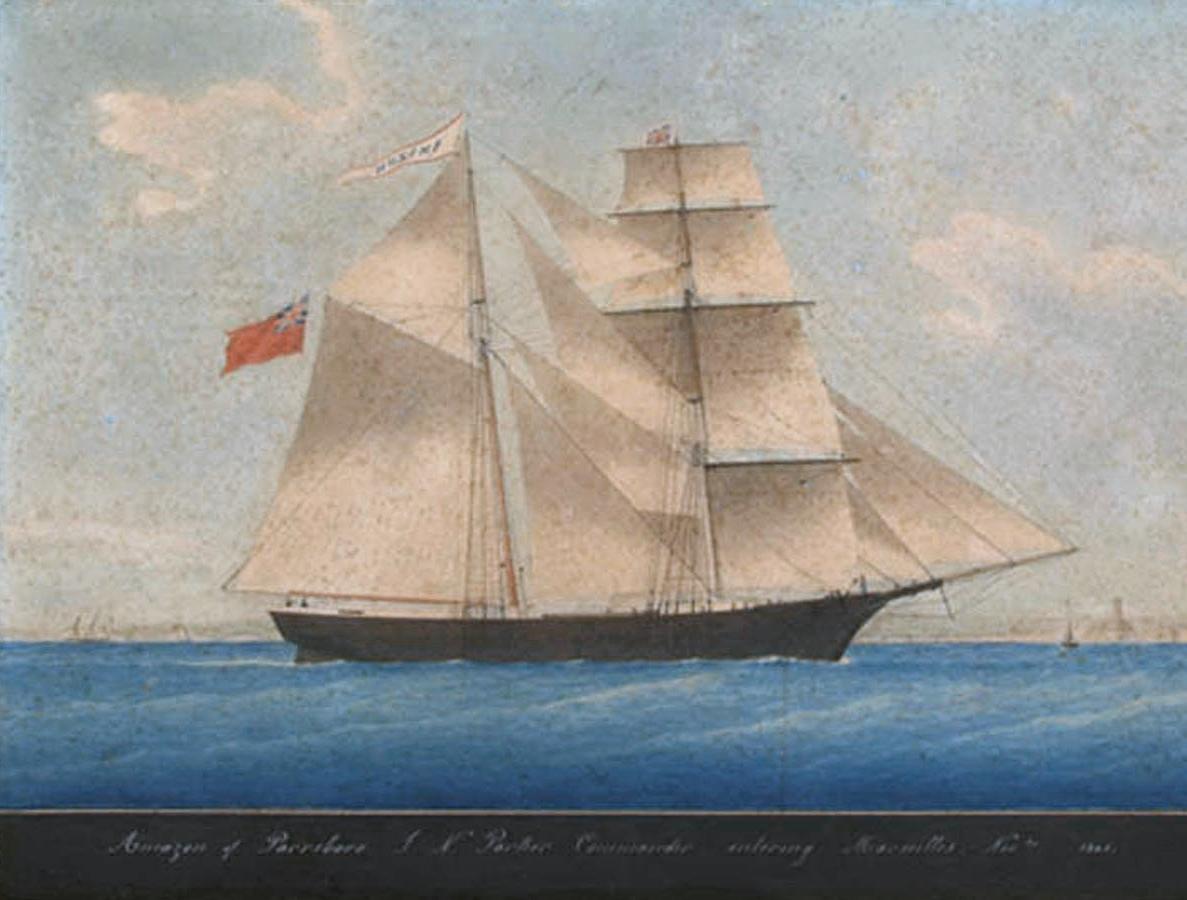
Le Mary Celeste.

Le Mary Celeste, souvent appelé à tort La Marie-Céleste, est incontestablement le plus célèbre des vaisseaux fantômes réels. C'était un brick de 198 tonneaux construit en 1860 en Nouvelle-Écosse au Canada.
Il avait appareillé, chargé d'une cargaison de 1 701 fûts d’alcool dénaturé, avec à son bord le capitaine Benjamin Briggs, sa femme, sa fille Sophia âgée de 2 ans et sept hommes d’équipage. Il fut découvert abandonné, le 5 décembre 1872, entre le Portugal et les Açores par le Dei Gratia, commandé par le capitaine Morehouse. Les dernières indications notées sur le livre de bord du navire remontaient au 24 novembre et une ardoise indiquait qu'il avait atteint l'île de Santa Maria aux Açores le 25 novembre. Le navire était intact, voiles partiellement carguées, mais avec une certaine quantité d'eau dans la coque. La barre n'était pas amarrée, il manquait à bord le canot, un hunier, les instruments de navigation, des vivres et une certaine quantité d'eau. Tout laisse à penser que le bateau avait été abandonné dans la panique pour une raison inconnue. L'équipage, embarqué dans le canot, avait ensuite probablement disparu en mer.
En 1884, Arthur Conan Doyle fit de cette découverte un récit romancé, en y ajoutant de nombreux détails imaginaires. Ces derniers furent repris comme des éléments réels dans des relations ultérieures et contribuèrent à alimenter les hypothèses les plus diverses[réf. nécessaire].

### LeJ. C. Cousins(1883)

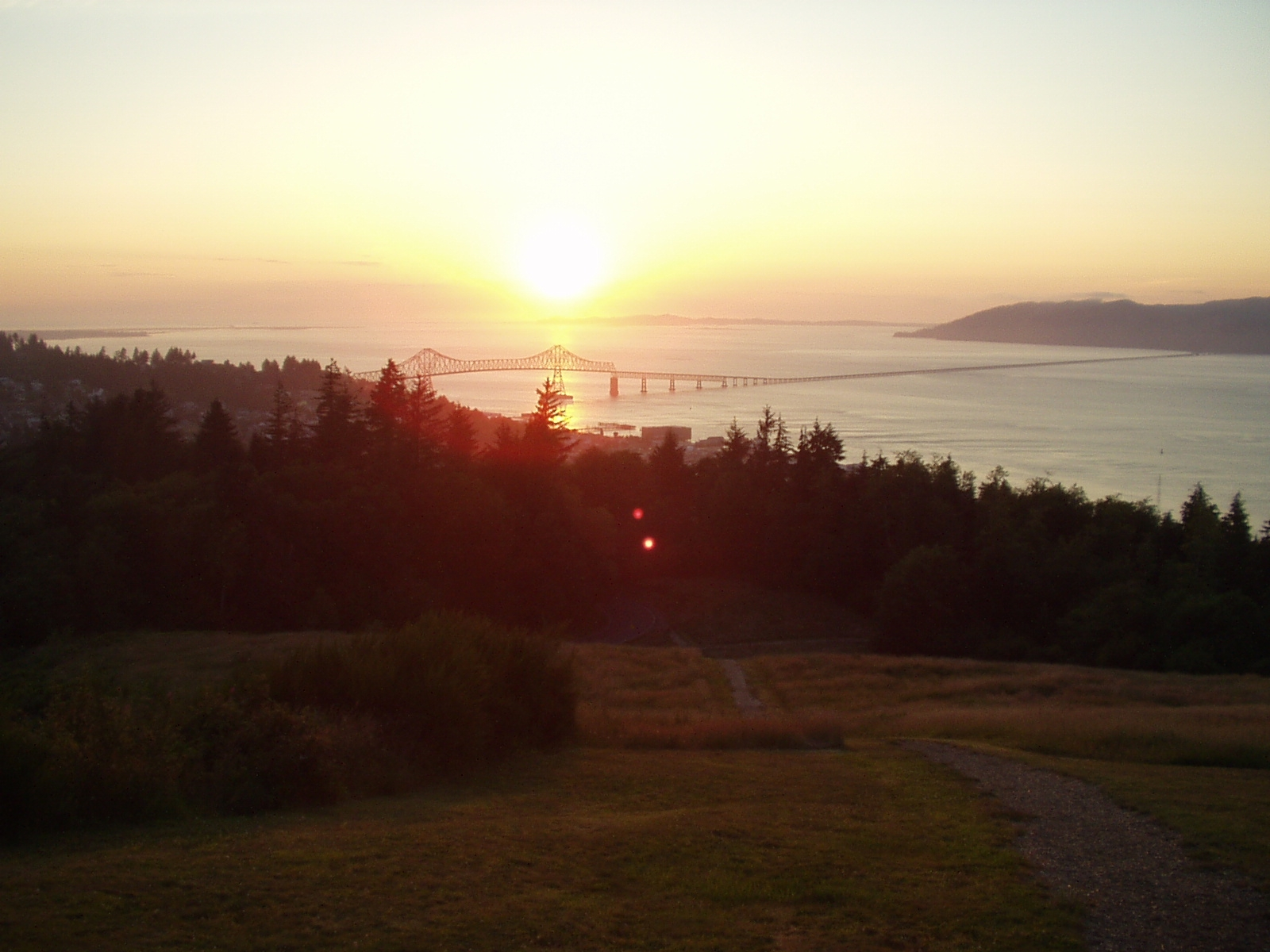
L'embouchure de la Columbia.

La goélette J. C. Cousins était un luxueux yacht de 49 tonnes, long de 20 mètres, construit à San-Francisco en 1863. Après divers emplois, le navire avait été acheté pour être utilisé comme bateau-pilote à Astoria (Oregon), à l'embouchure de la Columbia.
Le soir du 6 octobre 1883, la goélette avait appareillé vers l'est d'Astoria pour aller prendre son poste en mer, afin de pouvoir guider les navires devant éviter les bancs de sable à l'embouchure du fleuve. Son équipage de quatre marins fraîchement recrutés, sans fauteur de troubles connu, était sous le commandement du capitaine Joshua Zeiber. Une fois parvenu au milieu de la rivière, le capitaine avait noté dans le livre de bord, outre sa position et l'heure, que « tout allait bien à bord ».
Le lendemain matin, le 7 octobre, il faisait un temps clair et un vent léger. Très tôt, le navire avait été observé virant à trois miles au large, en direction de Clatstop Spit, près d'Ilwaco, dans l'État de Washington. Brusquement, vers 13 heures, à la suite d'un changement de vent, le navire a brusquement pivoté sur lui-même et s'est dirigé, toutes voiles dehors, droit sur la côte, pour finalement s'échouer brutalement sur un banc de sable.
Les témoins se sont immédiatement précipités à son secours et ont découvert, une fois montés à bord, une situation incompréhensible : le navire avait été manifestement abandonné avec précipitation. Il y restait un repas intact servi sur la table du carré et, dans la cuisine, des pommes de terre cuisaient dans une casserole, sur une cuisinière encore chaude. Dans le poste d'équipage, tous les effets des marins étaient proprement pendus. Il n'y avait pas la moindre trace de lutte ou de désordre. Dans la cabine du capitaine, un revolver Colt était rangé avec ses six balles de calibre .45 dans le barillet. Le canot du bord était arrimé à son poste et, sur le pont près du grand mât, une caisse contenant une pile de bouées de sauvetage en liège était intacte. Aucun corps n'a été repêché et, à terre ou en mer, il n'y avait la moindre trace de l'équipage.
Une commission d'enquête a exploré en vain toutes les hypothèses possibles mais le mystère n'a jamais été éclairci. Le navire a finalement été remorqué, puis vendu aux enchères,,.

### LeCaroll A. Deering(1921)

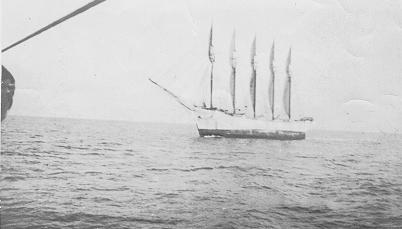
Le Caroll A. Deering échoué fin janvier 1921. Cliché des garde-côtes américains.

La goélette à cinq mâts Caroll A. Deering a été retrouvé le 31 janvier 1921 échoué toutes voiles dehors sur des hauts-fonds au large du cap Hatteras, sur la côte est des États-Unis. Un repas était en préparation mais, à l'exception de deux chats, il n'y avait plus âme qui vive à bord. La plupart des effets personnels avaient disparu et divers indices laissaient à penser que son commandant, le capitaine Willis Wormell, avait été remplacé avant le naufrage. On ne retrouva aucune trace des membres de l'équipage et le mystère ne fut jamais éclairci.

### L’Ourang Medan(1947)
En 1947, un navire cargo hollandais du nom d'Ourang Medan aurait été découvert, dérivant dans les eaux indonésiennes, par un autre navire portant le nom de Siver star. Tout l'équipage aurait été retrouvé mort, dans des circonstances non élucidées. Le manque de sources fiables concernant le navire et l'incident font supposer qu'il s'agit en fait d'un canular.

## Dans la culture populaire
De nombreuses œuvres se sont inspirées par cette légende et en portent le nom, bien que ce soit aussi le thème principal ou secondaire de réalisations très différentes, même si l'appellation « vaisseau fantôme » ne figure pas explicitement dans leur titre :

### Opéra

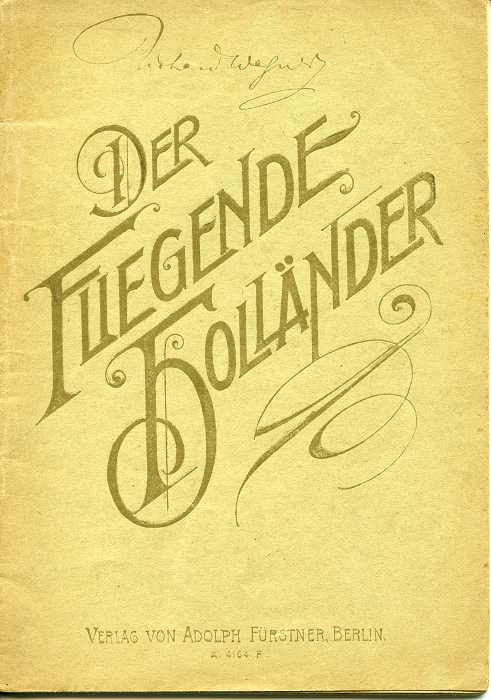
Livret de l'opéra le Vaisseau fantôme de Richard Wagner.

- Le vaisseau fantôme ou le Maudit des mers est un opéra de Pierre-Louis Dietsch créé en 1842.
- Le Vaisseau fantôme (Der fliegende Holländer) est un opéra de Richard Wagner, créé en 1843

### Poésie
- Le vaisseau fantôme est un poème écrit par le roumain Alexandru Macedonski publié par L'Élan littéraire en 1885.

### Littérature
- Le Vaisseau fantôme est un roman de Frederick Marryat publié en 1839, reprenant la légende du Hollandais volant et édité en français dans la collection Merveilleux, éditions José Corti en 1998[58].
- Le Horla est une longue nouvelle fantastique et psychologique de Guy de Maupassant parue en 1886. Il y est fait mention d'un superbe trois mâts brésilien tout blanc admirablement propre et luisant.
- Le Vaisseau-fantôme est un recueil de poèmes de Robert Quatrepoint publié en 1984.
- Le Vaisseau fantôme est un roman d'Albert Taste publié en 1960.
- Les 4 As et le vaisseau fantôme est un roman de François Craenhals publié en 1978 chez Casterman.
- Les Naufragés du Hollandais volant est une trilogie écrite par Brian Jacques publiée en avril 2001.
- Dans le roman Les Aventures d'Arthur Gordon Pym d'Edgar Allan Poe, le Chapitre X intitulé « Le brick mystérieux » relate la rencontre des naufragés avec un brick hollandais à la dérive n'ayant plus pour équipage que des cadavres en putréfaction.
- Le roman Les Clients du Bon Chien jaune (1926) de Pierre Mac Orlan.
- La nouvelle Nef de mort de Richard Matheson.
- Le Démon des glaces (1974) de Jacques Tardi, inspiré de l'histoire de l'Octavius.
- La nouvelle Manuscrit trouvé dans une bouteille d'Edgar Allan Poe fait référence à un gigantesque et mystérieux navire fantôme dont l'équipage est uniquement constitué de vieillards.
- Une des nouvelles des Cuentos de amor de locura y de muerte de l’auteur uruguayen Horacio Quiroga, 1917 (Contes d’Amour, de folie et de mort, traduction F. Chambert, éd. Métailié, collection Suites, 2001).
- L'Assassin royal de Robin Hobb publié en 1995. Il y est fait référence à plusieurs reprises. Le personnage principal FitzChevalerie voit plusieurs fois à partir du tome 3 un navire blanc à l'aspect terrifiant ; il est à chaque fois le seul à l'apercevoir.
- Le Jardin des secrets publié en 2010 de Kate Morton. Eliza, l'un des personnages principaux, a durant son enfance la vision d'un bateau noir qu'elle seule voit.

### Bande dessinée
- Le Secret du Hollandais volant est une histoire de Carl Barks mettant en scène Picsou, Donald, Riri, Fifi et Loulou.
- Le vaisseau fantôme est le 6e tome de la série Barbe-Rouge de Jean-Michel Charlier et Victor Hubinon publié en 1966.
- Le vaisseau fantôme est le 6e tome de la série Les Petits Hommes de Pierre Seron et Albert Desprechins publié en 1981.
- De Cape et de Crocs de Alain Ayroles et Jean-Luc Masbou.
- Les deux épisodes du Surfeur d'argent parus en 1969 où il combat le hollandais volant Now Strikes the Ghost et To steal the Surfer's soul!.
- Le troisième épisode de la bande dessinée Le Marquis d'Anaon intitulé La Providence.

### Attractions

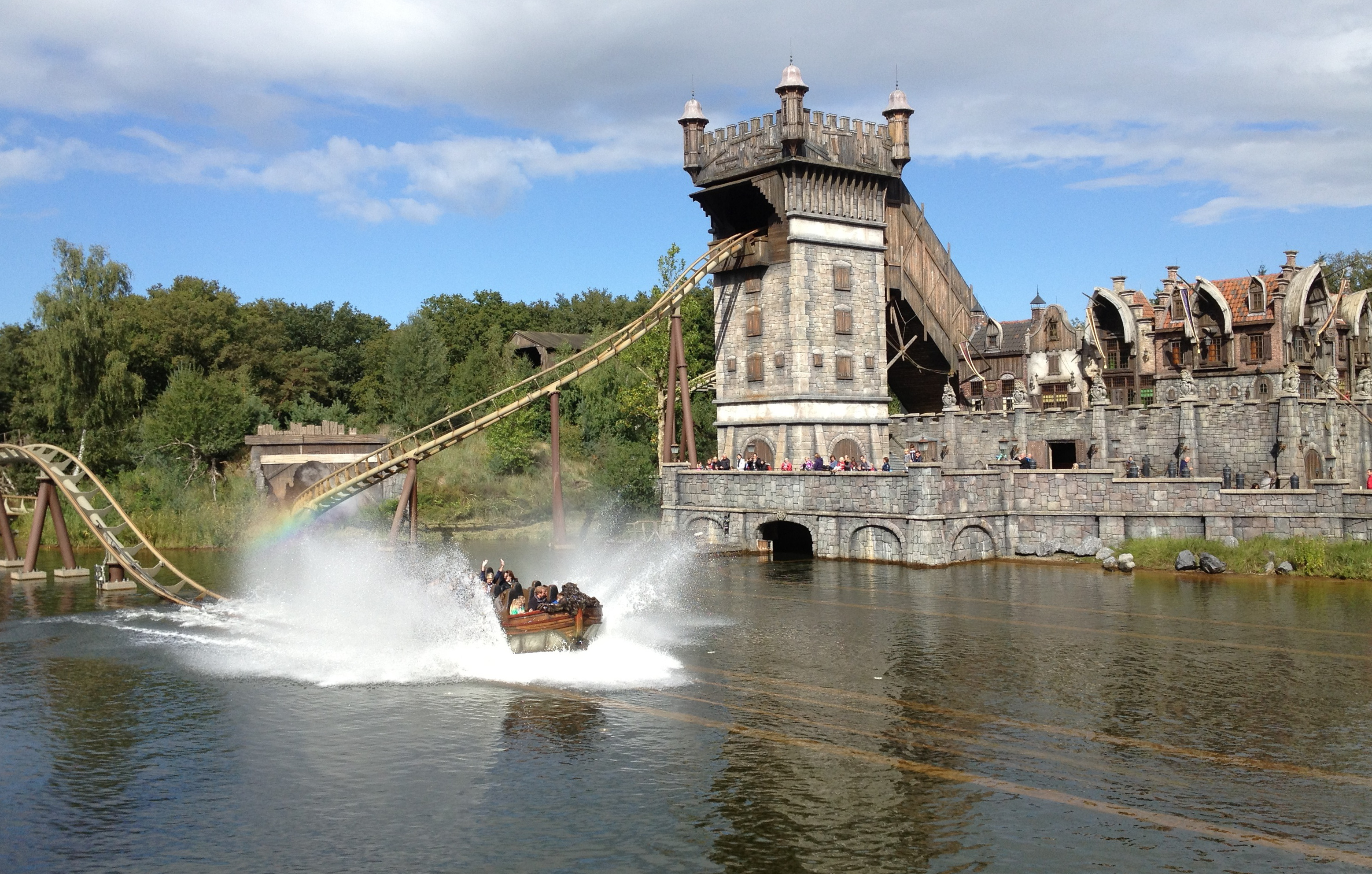
L’attraction De Vliegende Hollander au parc Efteling.

- L'attraction De Vliegende Hollander du parc Efteling aux Pays-Bas.

### Films et séries télévisées
- Les films de la saga Pirates des Caraïbes sont inspirés par cette légende et un des navires est une version adaptée du Hollandais volant.
- Le Vaisseau fantôme est un film de Michael Curtiz sorti en 1941.
- Le Vaisseau fantôme volant est un film d'animation japonais d'Hiroshi Ikeda sorti en 1969.
- Le Vaisseau fantôme est le 19e épisode de la seconde saison de la série X-Files : Aux frontières du réel.
- Le film Pandora, d'Albert Lewin en 1951.
- Le Vaisseau de l'angoisse est un film américain réalisé par Steve Beck, sorti en 2003.
- Dans l'épisode Être ou ne pas spectre de la série Les Zinzins de l'espace.
- certains épisodes du dessin animé Bob l'éponge.
- Le Vaisseau fantôme est le titre du 6e épisode de la saison 3 de la série TV Supernatural.
- L'épisode 18 de la saison 17 des Simpson (titre : Histoires d'eau).
- L'épisode 526 de la saga L’île des hommes poissons dans One Piece.

### Jeux vidéo
- Un vaisseau fantôme fait une apparition dans le jeu The Legend of Zelda: The Wind Waker.
- Un vaisseau fantôme fait une apparition dans le jeu Assasin's creed IV Black Flag.
- La légende du vaisseau fantôme Ourang Medan fait partie intégrante du jeu d'horreur Man of Medan sorti en 2019.
- Return of the Obra Dinn fait incarner au joueur un assureur de la Compagnie des Indes devant comprendre ce qu'il s'est passé sur l'Obra Dinn, un vaisseau fantôme.
- Un vaisseau pirate volant nommé Hollandais volant fait une apparition dans le jeu Terraria en tant que mini boss[59].